# Nefererkare
|  | Per a altres significats, vegeu «Nefererkare (desambiguació)». |

Nefererkare fou un faraó de la dinastia V d'Egipte que governà segons la cronologia mínima des de vers el 2380 aC al 2360 aC. Fou fill d'Userkaf i germà i successor de Sahure. Es va casar amb Khentkaus II (o III) i els seus fills foren probablement Neferefre-Isi i Niuserre-Ini.
El seu nom d'Horus fou Userkhau; el seu nom nebti fou Khaiemnebti o Khensekhemuneb o Userkhaunebti; el seu nom d'Horus d'or fou Sekhemunebu; el seu nom nesut-biti fou Neferirkara; el seu nom Sa Ra fou Kakai. Manethó li diu Neferqueres. El seu nom es transcriu també com Nefererkara. És el darrer faraó esmentat a la pedra de Palerm. En el seu títol reial s'esmenta oficialment com "Fill de Ra" que abans s'usava però no estava a la titulació.
No se sap quant de temps va governar perquè el Papir de Torí està deteriorat en aquest punt i la pedra de Palerm també està trencada, però esmenta el cinquè cens de ramats el que donaria més d'11 anys. Com que Manethó li'n dona vint, cal considerar aquesta xifra com possible. La pedra de Palerm es va fer durant el seu regnat i la llista es deu tancar amb la seva mort.
La seva política no va fer canvis. Les donacions als temples van seguir així com les exempcions fiscals. Un decret conservat recull la immunitat fiscal i exempció de les prestacions degudes al rei pels sacerdots, a favor d'un temple d'Osiris a Abidos. En edificar un altar a Hathor li va concedir 413 ofrenes diàries. Els temples més beneficiats foren els d'Heliòpolis, Pe i Nekheb. Es conserven restes dels arxius reials amb unes detallades taules amb llistes mensuals, registres d'obligacions per la custòdia dels temples, per les ofrenes, horaris de sacrificis, edictes reials, i d'altres incloent inventaris dels temples peça a peça, que eren inspeccionats una vegada al mes.
La classe sacerdotal va augmentar la seva importància i el Sacerdot Màxim era el cap de totes les funcions divines després del faraó, si bé aquest càrrec encara el retenia el rei per mitjà d'un fill o algú proper (el seu visir normalment). També augmenten poder els funcionaris provincials i els de la cort, el que s'evidencia en la major riquesa de les seves tombes. Alguns dels nobles inclòs van rebre títols abans reservats a la família reial. Un tribunal especial de justícia per als plets entre nobles va ser creat al sorgir litigis que abans no existien; els seus membres eren tots nobles i el tribunal s'anomenà "Tribunal del deu gran". El palau té una administració complexa, amb dotzenes de funcionaris dirigits pel jutge intendent de palau, el canceller de palau, el canceller civil i el canceller sagrat; l'administració de palau s'equipara a la d'una de les províncies. La nobles està formada per prínceps, és a dir parents del rei o pròxims des molt enrere i els funcionaris civils amb títols donats pel faraó com per exemple "Primer després del rei", "amic", "favorit", "estimat del rei"; la noblesa esdevé hereditària amb tres graus: els iri pat (prínceps), els rekh nisut (parents), i els imakhu (lleials); es creu que tots els nobles eren a més sacerdots reials és a dir encarregats del culte al rei. Dels terrenys donats als temples s'obtenien productes que anaven destinats a la institució Ra-she-Kakai (la boca de l'heretat de Kakai) des de la qual una vegada al mes es distribuïen al temple solar i eren usats en bona part per ofrenes i sacrificis pel mateix temple o pel temple mortuori del faraó; el consum anual era d'unes 8.000 aus i 365 bous i això només pel culte d'un sol faraó però simultàniament es feia el culte de diversos faraons.
Vers els deu any de regnat va construir un temple solar amb un canal al voltant i un mur que potser protegia la barca sagrada. Aquest temple no s'ha trobat 
La seva tomba és a Abusir; al temple funerari s'han trobat papirs i segells que donen idea del funcionament de l'administració (els anomenats Papirs d'Abusir). El culte al rei encara estava viu durant la dinastia VI. La piràmide se similar a la de Sahure i es va dir "La piràmide de l'esperit de Ba"; el camí i el temple de la vall foren afegits després per Niuserre. Primer es va fer una piràmide esglaonada de 6 esglaons després augmentats a 8, intentant arribar vers els 70 metres. Els buits de les pedres es van emplenar de trossos i es va posar una pedra fina calcaria al damunt per fer-la una piràmide de cares llises, però el revestiment no es va acabar. L'entrada portava a una cambra i després seguia fins a la cambra funerària ambdues de granit vermell. Del sarcòfag, si hi fou, no se'n han trobat rastres. El temple, construït de rajola i no de granit, té una estructura similar al de Sahure igualment amb un santuari; als magatzems es van trobar els Papirs d'Abusir. Al sud de la piràmide hi havia una piràmide subsidiària suposadament la de Khentkaus II, d'uns 15 metres d'altura. De les inscripcions es diu que fou mare de dos reis, segurament referit a Neferefre i Niuserre.
El va succeir Shepsekare.